# Campeonato Mundial de Luge de 2017 - Revezamento misto por equipes
A competição de Revezamento misto por equipes do Campeonato Mundial de Luge de 2017 aconteceu em 29 de Janeiro de 2017, iniciando-se às 15:03 no horário local.

## Resultados
| O  | Equipe                                                                                       | P  | Tempo    | Dif    |
| -- | -------------------------------------------------------------------------------------------- | -- | -------- | ------ |
| 15 | GER Alemanha Tatjana Hüfner Johannes Lugwig Toni Eggert Sascha Benecken                      | 01 | 2:08.474 |        |
| 11 | USA Estados Unidos Erin Hamlin Tucker West Matthew Mortensen Jayson Terdiman                 | 02 | 2:08.664 | +0.190 |
| 13 | RUS Rússia Tatiana Ivanova Roman Repilov Alexander Denisyev Vladislav Antonov                | 03 | 2:08.984 | +0.510 |
| 12 | ITA Itália Andrea Voetter Dominik Fischnaller Ludwig Rieder Patrick Rastner                  | 04 | 2:08.995 | +0.521 |
| 14 | AUT Áustria Birgit Platzer Wolfgang Kindl Peter Penz Georg Fischler                          | 05 | 2:09.050 | +0.576 |
| 10 | CAN Canadá Alex Gough Samuel Edney Tristan Walker Justin Snith                               | 06 | 2:09.090 | +0.616 |
| 9  | LAT Letônia Ulla Zirne Inars Kivlenieks Oskars Gudramovics Peteris Kalnins                   | 07 | 2:09.199 | +0.725 |
| 6  | POL Polônia Natalia Wojtusciszyn Maciej Kurowski Wojciech Jerzy Jakub Kowalewski             | 08 | 2:09.963 | +1.489 |
| 5  | CZE Chéquia Tereza Noskova Ondrej Hyman Lukas Broz Antonin Broz                              | 09 | 2:10.489 | +2.015 |
| 8  | ROU Romênia Raluca Straturaru Valentin Cretu Cosmin Atodiresei Stefan Musei                  | 10 | 2:10.513 | +2.039 |
| 4  | KOR Coreia do Sul Sung Eunryung Kim Donghyeon Park Jinyong Cho Jung Myung                    | 11 | 2:10.602 | +2.128 |
| 3  | SVK Eslováquia Simona Zmijova Josef Ninis Marek Solcansky Karol Stuchlak                     | 12 | 2:11.473 | +2.999 |
| 7  | UKR Ucrânia Olena Shkhumova Andriy Mandziy Oleksandr Obolonchyk Roman Zakharkiv              | 13 | 2:11.603 | +3.129 |
| 2  | GBR Grã-Bretanha Danielle Louise Scott Rupert Staudinger Adam Rosen Raymond Matthew Thompson | 14 | 2:12.336 | +3.862 |
| 1  | KAZ Cazaquistão Anastassiya Bogacheva Nikita Kopyrenko Roman Yefremov Denis Tatyanchenko     | —  | DNF      | DNF    |